# Olympische Sommerspiele 1992/Leichtathletik – 4 × 100 m (Männer)

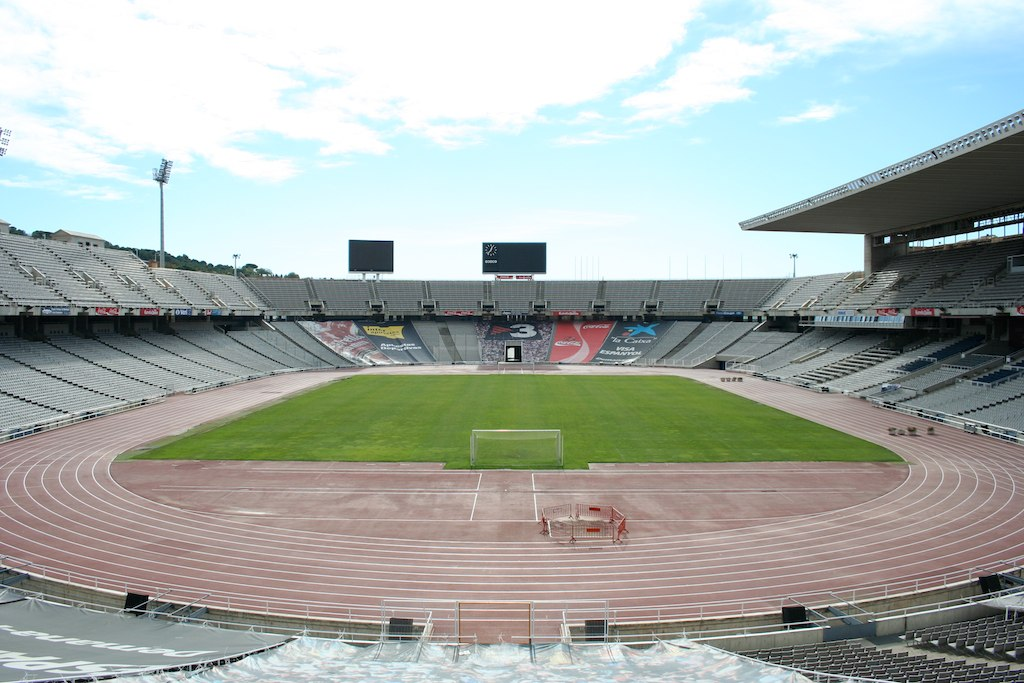
Das Olympiastadion von Barcelona im Jahr 2008

Die 4-mal-100-Meter-Staffel der Männer bei den Olympischen Spielen 1992 in Barcelona wurde am 7. und 8. August 1992 in drei Runden im Olympiastadion Barcelona ausgetragen. In 25 Staffeln nahmen 104 Athleten teil.
Die Staffel der USA gewann mit Michael Marsh, Leroy Burrell, Dennis Mitchell und Carl Lewis sowie dem Vorlauf eingesetzten James Jett in neuer Weltrekordzeit von 37,40 s die Goldmedaille.
Silber ging an Nigeria mit Oluyemi Kayode, Chidi Imoh, Olapade Adeniken und Davidson Ezinwa sowie dem im Vorlauf eingesetzten Osmond Ezinwa.
Bronze gewann Kuba (Andrés Simón, Joel Lamela, Joel Isasi, Jorge Aguilera).
Auch die in den Vorläufen für die Medaillengewinner eingesetzten Läufer erhielten entsprechendes Edelmetall. Der Weltrekord dagegen stand alleine den im Finale eingesetzten Läufern zu.
Die österreichische Staffel qualifizierte sich für das Finale und belegte dort Rang sieben. Staffeln aus Deutschland, der Schweiz und Liechtenstein nahmen nicht teil.

## Aktuelle Titelträger
| Olympiasieger 1988                      | Sowjetunion         | 38,19 s | Seoul 1988            |
| Weltmeister 1991                        | USA                 | 37,50 s | Tokio 1991            |
| Europameister 1990                      | Frankreich          | 37,79 s | Split 1990            |
| Panamerikanischer Meister 1991          | Kuba                | 39,08 s | Havanna 1991          |
| Zentralamerika und Karibik-Meister 1991 | Mexiko              | 39,99 s | Xalapa 1991           |
| Südamerika-Meister 1991                 | Brasilien           | 39,90 s | Manaus 1991           |
| Asienmeister 1991                       | Volksrepublik China | 39,20 s | Kuala Lumpur 1991     |
| Afrikameister 1992                      | Südafrika           | 39,57 s | Belle Vue Maurel 1992 |
| Ozeanienmeister 1990                    | Fidschi Tonga       | 41,97 s | Suva 1990             |

## Rekorde

### Bestehende Rekorde
| Weltrekord         | 37,50 s | USA (Andre Cason, Leroy Burrell, Dennis Mitchell, Carl Lewis) | Tokio, Japan               | 1. September 1991 |
| Olympischer Rekord | 37,83 s | USA (Sam Graddy, Ron Brown, Calvin Smith, Carl Lewis)         | Finale OS Los Angeles, USA | 11. August 1984   |

### Rekordverbesserung
Das siegreiche US-Team verbesserte den bestehenden olympischen Rekord in der Besetzung Michael Marsh, Leroy Burrell, Dennis Mitchell und Carl Lewis im Finale am 8. August um 43 Hundertstelsekunden auf 37,40 s. Damit steigerte die Staffel gleichzeitig den Weltrekord um genau eine Zehntelsekunde.

## Vorrunde
Datum: 7. August 1992
In der Vorrunde wurden die 25 Staffeln in vier Läufe gelost. Für das Halbfinale qualifizierten sich pro Lauf die ersten drei Mannschaften. Darüber hinaus kamen die vier Zeitschnellsten, die sogenannten Lucky Loser, weiter. Die direkt qualifizierten Staffeln sind hellblau, die Lucky Loser hellgrün unterlegt.

### Vorlauf 1
9:30 Uhr
| Platz | Staffel        | Besetzung                                                            | Zeit    |
| ----- | -------------- | -------------------------------------------------------------------- | ------- |
| 1     | Kuba           | Andrés Simón Joel Lamela Joel Isasi Jorge Aguilera                   | 38,81 s |
| 2     | USA            | Michael Marsh Leroy Burrell Dennis Mitchell James Jett (Vorlauf)     | 38,95 s |
| 3     | Japan          | Shinji Aoto Hisatsugu Suzuki Satoru Inoue Tatsuo Sugimoto            | 39,16 s |
| 4     | Mexiko         | Genaro Rojas Eduardo Nava Raymundo Escalante Alejandro Cárdenas      | 39,77 s |
| 5     | Togo           | Kouame Aholou Boeviyoulou Lawson Koukou Franck Amégnigan Kossi Akoto | 39,77 s |
| 6     | Elfenbeinküste | Frank Waota Jean-Olivier Zirignon Gilles Bogui Ouattara Lagazane     | 40,02 s |
| DSQ   | Belize         | Emery Gill Elston Shaw Michael Joseph John Palacio                   |         |

### Vorlauf 2
9:40 Uhr
| Platz | Staffel        | Besetzung                                                           | Zeit    |
| ----- | -------------- | ------------------------------------------------------------------- | ------- |
| 1     | Frankreich     | Max Morinière Daniel Sangouma Gilles Quenéhervé Bruno Marie-Rose    | 39,49 s |
| 2     | EUN            | Pawel Galkin Edwin Iwanow Andrei Fedoriw Witali Sawin               | 40,07 s |
| 3     | Sierra Leone   | Francis Keita Denton Guy-Williams Paul Parkinson Sanusi Turay       | 40,11 s |
| 4     | Senegal        | Charles-Louis Seck Amadou M’Baye Seydou Loum Oumar Loum             | 40,13 s |
| 5     | Portugal       | Luís Filipe Cunha Pedro Miguel Curvelo Luís Barroso Pedro Agostinho | 40,30 s |
| DSQ   | Republik Kongo | Médard Makanga Michael Dzong Armand Biniakounou David Nkoua         |         |

### Vorlauf 3
9:50 Uhr
| Platz | Staffel                      | Besetzung                                                           | Zeit    |
| ----- | ---------------------------- | ------------------------------------------------------------------- | ------- |
| 1     | Kanada                       | Ben Johnson Glenroy Gilbert Peter Ogilvie (Vorlauf) Bruny Surin     | 39,34 s |
| 2     | Großbritannien               | Tony Jarrett Jason John (Vorlauf) Marcus Adam Linford Christie      | 39,73 s |
| 3     | Österreich                   | Christoph Pöstinger Thomas Renner Andreas Berger Franz Ratzenberger | 39,86 s |
| 4     | Ghana                        | John Myles-Mills Eric Akogyiram Emmanuel Tuffour Nelson Boateng     | 40,11 s |
| 5     | Amerikanische Jungferninseln | Derry Pemberton Neville Hodge Mitchell Peters Wendell Dickerson     | 40,48 s |
| 6     | Gambia                       | Dawda Jallow Momodou Sarr Abdoulie Janneh Lamin Marikong            | 40,98 s |

### Vorlauf 4
10:00 Uhr
| Platz | Staffel     | Besetzung                                                                   | Zeit    |
| ----- | ----------- | --------------------------------------------------------------------------- | ------- |
| 1     | Nigeria     | Osmond Ezinwa (Vorlauf) Chidi Imoh Olapade Adeniken Davidson Ezinwa         | 38,98 s |
| 2     | Spanien     | José Javier Arqués Enrique Talavera Juan Jesús Trapero Sergio López Alpáñez | 39,60 s |
| 3     | Thailand    | Kriengkrai Narom Seaksarn Boonrat Niti Piyapan Visut Watanasin              | 39,91 s |
| 4     | San Marino  | Nicola Selva Manlio Molinari Dominique Canti Aldo Canti                     | 42,08 s |
| 5     | Bangladesch | Golam Ambia Mohamed Mehdi Hasan Shahanuddin Choudhury Mohamed Shah Jalal    | 41,52 s |
| DNF   | Jamaika     | Michael Green Rudolph Mighty Anthony Wallace Raymond Stewart                |         |

## Halbfinale
Datum: 7. August 1992
Aus den beiden Halbfinals qualifizierten sich die jeweils ersten vier Staffeln für das Finale (hellblau unterlegt).

### Lauf 1
19:30 Uhr
Bei der US-Staffel gab es eine Besetzungsänderung: Anstelle von James Jett lief Carl Lewis.
| Platz | Staffel      | Besetzung                                                                  | Zeit    |
| ----- | ------------ | -------------------------------------------------------------------------- | ------- |
| 1     | USA          | Michael Marsh Leroy Burrell Dennis Mitchell Carl Lewis (Halbfinale/Finale) | 38,14 s |
| 2     | Kuba         | Andrés Simón Joel Lamela Joel Isasi Jorge Aguilera                         | 38,49 s |
| 3     | EUN          | Pawel Galkin Edwin Iwanow Andrei Fedoriw Witali Sawin                      | 38,69 s |
| 4     | Japan        | Shinji Aoto Hisatsugu Suzuki Satoru Inoue Tatsuo Sugimoto                  | 38,81 s |
| 5     | Frankreich   | Max Morinière Daniel Sangouma Gilles Quenéhervé Bruno Marie-Rose           | 39,02 s |
| 6     | Ghana        | John Myles-Mills Eric Akogyiram Emmanuel Tuffour Nelson Boateng            | 40,11 s |
| 7     | Sierra Leone | Francis Keita Denton Guy-Williams Paul Parkinson Sanusi Turay              | 40,46 s |
| DSQ   | Mexiko       | Genaro Rojas Eduardo Nava Raymundo Escalante Alejandro Cárdenas            |         |

### Lauf 2
19:40 Uhr
Es gab folgende Besetzungsänderungen:
- Nigeria: Für Osmond Ezinwa trat Oluyemi Kayode an.
- Großbritannien: Für Jason John lief John Regis.
- Kanada: Peter Ogilvie wurde durch Atlee Mahorn ersetzt.

| Platz | Staffel        | Besetzung                                                                      | Zeit    |
| ----- | -------------- | ------------------------------------------------------------------------------ | ------- |
| 1     | Nigeria        | Oluyemi Kayode (Halbfinale/Finale) Chidi Imoh Olapade Adeniken Davidson Ezinwa | 38,21 s |
| 2     | Großbritannien | Tony Jarrett John Regis (Halbfinale/Finale) Marcus Adam Linford Christie       | 38,64 s |
| 3     | Österreich     | Christoph Pöstinger Thomas Renner Andreas Berger Franz Ratzenberger            | 39,34 s |
| 4     | Elfenbeinküste | Frank Waota Jean-Olivier Zirignon Gilles Bogui Ouattara Lagazane               | 39,46 s |
| 5     | Spanien        | José Javier Arqués Enrique Talavera Juan Jesús Trapero Sergio López Alpáñez    | 39,62 s |
| 6     | Thailand       | Kriengkrai Narom Seaksarn Boonrat Niti Piyapan Visut Watanasin                 | 39,73 s |
| 7     | Togo           | Kouame Aholou Boeviyoulou Lawson Koukou Franck Amégnigan Kossi Akoto           | 39,84 s |
| DNF   | Kanada         | Ben Johnson Glenroy Gilbert Atlee Mahorn (Halbfinale) Bruny Surin              |         |

## Finale
Datum: 8. August 1992, 19:20 Uhr
| Platz | Staffel        | Besetzung | Zeit    | Anmerkung |
| ----- | -------------- | --- | ------- | --------- |
| 1     | USA            | Michael Marsh Leroy Burrell Dennis Mitchell Carl Lewis (Halbfinale/Finale) in den Vorläufen außerdem: James Jett        | 37,40 s | WR        |
| 2     | Nigeria        | Oluyemi Kayode (Halbfinale/Finale) Chidi Imoh Olapade Adeniken Davidson Ezinwa in den Vorläufen außerdem: Osmond Ezinwa | 37,98 s |           |
| 3     | Kuba           | Andrés Simón Joel Lamela Joel Isasi Jorge Aguilera                                                                      | 38,00 s |           |
| 4     | Großbritannien | Marcus Adam Tony Jarrett John Regis (Halbfinale/Finale) Linford Christie in den Vorläufen außerdem: Jason John          | 38,08 s |           |
| 5     | EUN            | Pawel Galkin Edwin Iwanow Andrei Fedoriw Witali Sawin                                                                   | 38,17 s |           |
| 6     | Japan          | Shinji Aoto Hisatsugu Suzuki Satoru Inoue Tatsuo Sugimoto                                                               | 38,77 s |           |
| 7     | Österreich     | Christoph Pöstinger Thomas Renner Andreas Berger Franz Ratzenberger                                                     | 39,30 s |           |
| 8     | Elfenbeinküste | Frank Waota Jean-Olivier Zirignon Gilles Bogui Ouattara Lagazane                                                        | 39,31 s |           |

Im Finalrennen gab es bis auf Positionsverschiebungen bei der britischen Staffel keine Besetzungsänderungen.
Als klarer Favorit galt das Team der Vereinigten Staaten, das amtierender Weltmeister und Weltrekordhalter war. In der Staffel wurde auch Carl Lewis eingesetzt, der sich bei den US-Trials verletzungsbedingt nicht für den 100-Meter-Einzellauf hatte qualifizieren können. Im Halbfinale über 100 Meter hatte sich Mark Witherspoon eine Verletzung an der Achillessehne zugezogen und konnte so in der Staffel nicht eingesetzt werden. Nachdem im Vorlauf James Jett gelaufen war, kam im Halbfinale und Finale an seiner Stelle Carl Lewis zum Einsatz.
Im Finale übernahm die US-Staffel gleich die Führung vor den starken Nigerianern. In der Zielkurve kam das kubanische Team besonders gut in Fahrt und wechselte nur knapp hinter den US-Amerikanern. Schon etwas weiter zurücklag Nigeria, mit geringem Abstand dahinter folgten Großbritannien und das Vereinte Team. Der Schlussläufer der USA Lewis war der klar schnellste Sprinter auf der Zielgeraden und hatte im Ziel einen Vorsprung von fast fünf Metern. Der nigerianische Schlussläufer Davidson Ezinwa lief ebenfalls einen sehr starken Part. Er zog an Kubas Vertreter Jorge Aguilera vorbei und konnte den britischen 100-Meter-Olympiasieger Linford Christie in Schach halten. Das brachte Nigeria die Silber- und Kuba die Bronzemedaille. Großbritannien wurde Vierte vor dem Vereinten Team, Japan, Österreich und der Elfenbeinküste. Die US-Staffel stellte bei ihrem Olympiasieg einen neuen Weltrekord auf.
Im achtzehnten olympischen Finale gewann die USA die vierzehnte Goldmedaille.
Nigeria gewann erstmals eine Medaille in der 4-mal-100-Meter-Staffel.

## Videolink
- Men’s 4x100m Relay Final at the Barcelona 1992 Olympics, veröffentlicht am 29. November 2013 auf youtube.com, abgerufen am 9. Februar 2018